# 별의 장: SANCTUARY
"별의 장: SANCTUARY"는 대한민국의 보이 밴드 투모로우바이투게더의 일곱 번째 한국어 익스텐디드 플레이 (EP)이다. 2024년 11월 4일 빅히트 뮤직, 리퍼블릭 레코드와 YG플러스를 통해 발매되었다. 타이틀곡 "Over the Moon"을 포함하여 총 6곡이 수록되어 있다.

## 배경 및 발매
2024년 투모로우바이투게더는 여섯 번째 EP Minisode 3: TOMORROW를 발매했다. 밴드는 또한 세 번째 콘서트 투어인 Act: Promise에 착수했으며, 멤버인 연준은 9월에 "GGUM"으로 솔로 데뷔를 했다.
2024년 9월, 밴드가 11월에 새 프로젝트를 발매할 것이라고 보도되었다. 별의 장: Sanctuary는 10월 7일 빅히트 뮤직에 의해 공식적으로 발표되었다. 이 EP는 이전 "The Dream Chapter", "The Chaos Chapter", "The Name Chapter", "Minisode" 시리즈를 잇는 밴드의 새로운 시리즈를 시작한다. 트랙 리스트와 함께 모든 트랙의 티저 클립이 10월 27일 밴드의 유튜브 채널에 공개되었다. 앨범 발매 하루 전, 밴드는 Act: Promise 투어의 서울 피날레 공연에서 리드 싱글 "Over the Moon"을 세트리스트에 깜짝 추가하여 선보였다.
별의 장: SANCTUARY는 리드 싱글 "Over the Moon"의 뮤직 비디오와 함께 2024년 11월 4일에 발매되었다.
영어 버전인 "Over The Moon (Our Sanctuary ver.)" 뮤직 비디오는 2024년 11월 7일에 공개되었다.

## 구성
투모로우바이투게더의 이전 작품들보다 더 R&B 영향을 받았고 더 성숙한 가사를 특징으로 한다고 묘사되었다. EP의 팝과 R&B의 조화는 일부 비평가들에 의해 저스틴 팀버레이크의 Justified와 비교되었다. 첫 곡인 "Heaven"은 중독성 있는 디스코 비트와 함께 EP에서 가장 팝 사운드가 나는 곡으로 묘사되었다. EP의 리드 싱글인 "Over the Moon"은 "몽환적인" 기타 리프가 특징인 2000년대 초 R&B 영향을 받은 곡이다. "Danger"는 밴드의 이전 작품인 Minisode 2: Thursday's Child와 비교되는 또 다른 R&B 영향을 받은 트랙이다. "Resist (Not Gonna Run Away)"는 어쿠스틱 기타와 2000년대 R&B 비트가 특징인 트랙으로, 일부는 니나 스카이의 2004년 히트곡 "Move Ya Body"와 비교했다. "Forty One Winks"는 뎀 조인츠가 프로듀싱한 경쾌한 R&B 트랙이며, 마지막 트랙인 "Higher than Heaven"은 경쾌하고 신나는 팝송이다.

## 상업적 성과
별의 장: Sanctuary로 투모로우바이투게더는 5연속 첫 주 "밀리언 셀러"를 달성했으며, 빅히트는 첫날 1,217,880장이 판매되었다고 보고했다. 일본에서는 이 EP가 발매 이틀 만에 27만 장이 판매되어 밴드의 이전 EP인 Minisode 3: TOMORROW의 주간 총 판매량 17만 4천 장을 넘어섰다.

## 곡 목록
| #            | 제목                            | 작사·작곡 | 프로듀서                     | 재생 시간 |
| ------------ | ------------------------------- | --- | ---------------------------- | --------- |
| 1.           | 〈Heaven〉                      | 조니 골드슈타인 제이바흐 션 더글러스 슬로우 래빗 연준 포 시즌스 (153/줌바스) 엘리 서 (153/줌바스) 태현 이이진 조윤경 수빈 당케 이슬란 정진우                     | 골드슈타인 슬로우 래빗       | 2:34      |
| 2.           | 〈Over the Moon〉               | "히트맨" 방 슬로우 래빗 펠리 페라로 제이바흐 샘 마틴 마크 식 당케                                                                                                | 슬로우 래빗 방 식            | 2:37      |
| 3.           | 〈Danger〉                      | 골드슈타인 슬로우 래빗 더글러스 페라로 황유빈 조 나정아 (153/줌바스) 트루 (153/줌바스) 김보은 우승연 (153/줌바스) 연준 태현 당케 범규 이슬란 정하리 (153/줌바스) | 골드슈타인 슬로우 래빗       | 2:15      |
| 4.           | 〈Resist (Not Gonna Run Away)〉 | 방 슬로우 래빗 카슨 대처 이완 메인우드 범규 당케 우 트루 재뉴어리 에잇스 이슬란 수빈 김인형 조 태현 휴닝카이 전지은 나정아                                       | 방 슬로우 래빗 대처 메인우드 | 2:09      |
| 5.           | 〈Forty One Winks〉             | 드웨인 아버내시 주니어 데이비드 "럭키 데이" 브라운 카르멘 리스 당케 서 조딘 스파크스 황 이 김보은 포 시즌스 전 나정아 이이진 김인형                              | 뎀 조인츠                    | 2:33      |
| 6.           | 〈Higher than Heaven〉          | 에반 가트너 레이첼 웨스트 마이즈 샘 프레스턴 황 태현 이이진 조 나정아 당케 포 시즌스 (153/줌바스) 나도연 (153/줌바스) 우                                         | 마이즈 가트너 프레스턴       | 2:41      |
| 총 재생 시간 | 총 재생 시간                    | 총 재생 시간 | 총 재생 시간                 | 14:52     |

| #            | 제목                                 | 작사·작곡                                   | 프로듀서                   | 재생 시간 |
| ------------ | ------------------------------------ | ------------------------------------------- | -------------------------- | --------- |
| 7.           | 〈Over the Moon〉 (영어 버전)        | 방 슬로우 래빗 페라로 제이바흐 마틴 식      | 슬로우 래빗 방 식          | 2:37      |
| 8.           | 〈Over the Moon〉 (딥 하우스 리믹스) | 방 슬로우 래빗 페라로 제이바흐 마틴 식 당케 | 슬로우 래빗 방 식 픽스필론 | 2:26      |
| 9.           | 〈Over the Moon〉 (R&B 리믹스)       | 방 슬로우 래빗 페라로 제이바흐 마틴 식 당케 | 슬로우 래빗 방 식 마이즈   | 2:34      |
| 10.          | 〈Over the Moon〉 (록 리믹스)        | 방 슬로우 래빗 페라로 제이바흐 마틴 식 당케 | 슬로우 래빗 방 식 마이즈   | 2:36      |
| 총 재생 시간 | 총 재생 시간                         | 총 재생 시간                                | 총 재생 시간               | 25:07     |

## 차트
| 차트 (2024)                       | 최고 순위 |
| --------------------------------- | --------- |
| 오스트리아 앨범 (Ö3 오스트리아)   | 16        |
| 벨기에 앨범 (울트라탑 플랑드르)   | 47        |
| 벨기에 앨범 (울트라탑 왈로니아)   | 39        |
| 프랑스 앨범 (SNEP)                | 26        |
| 독일 앨범 (Offizielle 탑 100)     | 25        |
| 그리스 음반 (IFPI)                | 29        |
| 헝가리 앨범 (MAHASZ)              | 25        |
| 일본 앨범 (오리콘)                | 1         |
| 일본 통합 음반 (오리콘)           | 1         |
| 일본 핫 음반 (빌보드 재팬)        | 1         |
| 77                                |           |
| 포르투갈 음반 (AFP)               | 11        |
| 대한민국 음반 (써클)              | 1         |
| 스페인 음반 (PROMUSICAE)          | 56        |
| 스위스 앨범 (슈바이처 히트파라데) | 35        |
| 영국 디지털 앨범 (OCC)            | 11        |
| 미국 빌보드 200                   | 2         |
| 미국 월드 앨범 (《빌보드》)       | 1         |

| 차트 (2024)          | 최고 순위 |
| -------------------- | --------- |
| 일본 음반 (오리콘)   | 2         |
| 대한민국 음반 (써클) | 1         |

| 차트 (2024)          | 순위 |
| -------------------- | ---- |
| 일본 음반 (오리콘)   | 8    |
| 대한민국 음반 (써클) | 8    |

## 인증
| 국가                       | 인증        | 판매량/출하량 |
| -------------------------- | ----------- | ------------- |
| 일본 (RIAJ)                | 1× 플래티넘 | 250,000^      |
| 대한민국 (KMCA)            | 밀리언      | 1,000,000^    |
| ^출하량을 기반으로 한 인증 |             |               |

## 발매 역사
| 지역     | 날짜            | 형식                     | 레이블                 |
| -------- | --------------- | ------------------------ | ---------------------- |
| 대한민국 | 2024년 11월 4일 | CD                       | 빅히트 뮤직 YG플러스   |
| 미국     | 2024년 11월 4일 | CD                       | 빅히트 리퍼블릭 레코드 |
| 여러 곳  | 2024년 11월 4일 | 디지털 다운로드 스트리밍 | 빅히트                 |